# Yaw Mireku
Yaw Amankwah Mireku (ur. 25 listopada 1979 w Akrze) – ghański piłkarz grający na pozycji obrońcy.

## Kariera klubowa
Karierę piłkarską Mireku rozpoczął w klubie Hearts of Oak. W 1997 roku zadebiutował w jego barwach w ghańskiej Premier League. W Hearts of Oak grał do 2007 roku i w tym okresie siedmiokrotnie zostawał mistrzem kraju w latach 1998, 1999, 2000, 2001, 2002, 2005 i 2007 oraz zdobył dwa Puchary Ghany (1999, 2000). W 2000 roku wygrał z Hearts Ligę Mistrzów, a w 2004 – Puchar Konfederacji.
W 2007 roku Mireku odszedł do indyjskiego Viva Kerala. W 2008 roku grał w ghańskim Pure Joy FC, a w 2009 roku podpisał kontrakt z All Stars FC.

## Kariera reprezentacyjna
W reprezentacji Ghany zadebiutował 11 marca 2001 roku w zremisowanym 0:0 meczu eliminacji do MŚ 2002 z Nigerią. W 2002 roku został powołany do kadry Ghany na Puchar Narodów Afryki 2002. Na tym turnieju wystąpił w 3 meczach: z Marokiem (0:0), z Burkina Faso (2:1) i ćwierćfinale z Nigerią (0:1). W kadrze narodowej od 2001 do 2005 roku rozegrał 16 meczów.